# 伊豆の国市立大仁小学校
伊豆の国市立大仁小学校（いずのくにしりつ おおひとしょうがっこう）は、静岡県伊豆の国市三福にある公立小学校。

## 沿革
- 1873年（明治6年）6月1日 - 「61番吉田学舎」を吉田村に、「57番斎身学舎」を御門村に創立。
- 1879年（明治12年）4月1日 - 吉田舎・田中舎併せて「田中尋常小学校」とする。
- 1940年（昭和15年）12月10日 - 大仁町移行により、「大仁尋常高等小学校」と改称。
- 1941年（昭和16年）4月1日 - 国民学校令施行に伴い、「大仁町大仁国民学校」と改称。
- 1947年（昭和22年）4月1日 - 「大仁町立大仁小学校」と改称。
- 1948年（昭和23年）4月1日 - 田中山分教室を、「大仁小学校田中山分校」と改称。
- 1984年（昭和59年）4月1日 - 大仁北小学校が分離独立。
- 1988年（昭和63年）9月26日 - 「狩野のみどり子」の除幕式を開催。
- 1989年（平成元年）3月30日 - 校歌碑を建立する。
- 2005年（平成17年）4月1日 - 韮山町・大仁町・伊豆長岡町の合併により、「伊豆の国市立大仁小学校」と改称。
- 2008年（平成20年）3月 - 「大仁小学校田中山分校」が閉校する。
- 2010年（平成22年）4月1日 - 伊豆の国市立大仁東小学校と統合。
- 2016年（平成28年）4月 - 自閉症および情緒障害を対象とした特別支援学級を新設する。

（沿革に関する出典（※注記が無いものに限る）：）

## 基礎データ

### スローガン
- 学校教育目標 - ひたむきに しなやかに がんばる子[2]